# محمد مولى الدويلة
محمد مولى الدويلة (705 - 765 هـ) إمام من أئمة السادة آل باعلوي بحضرموت. كان الغالب عليه الإقامة بالبادية، ولم يشتغل بتحصيل العلم مقارنة بأشباهه وأمثاله من أهل عصره، ولكنه حظي بتقديرهم له لعظم حاله ورجاحة رأيه. وإليه يرجع جميع آل مولى الدويلة العلويين.

## نسبه
محمد بن علي بن علوي الغيور بن الفقيه المقدم محمد بن علي بن محمد صاحب مرباط بن علي خالع قسم بن علوي بن محمد بن علوي بن عبيد الله بن أحمد المهاجر بن عيسى بن محمد النقيب بن علي العريضي بن جعفر الصادق بن محمد الباقر بن علي زين العابدين بن الحسين السبط بن علي بن أبي طالب، وعلي زوج فاطمة بنت محمد ﷺ.
فهو الحفيد 19 لرسول الله محمد ﷺ في سلسلة نسبه.

## مولده ونشأته
ولد في مدينة تريم بحضرموت سنة 705 هـ، ووالدته هي فاطمة بنت سعد باليث. مات أبوه وهو صغير، فكفله عمه عبد الله باعلوي. حفظ نصف القرآن الكريم، وأخذ عن جملة من أسرته طريقة أهله وسلفه، إضافة إلى مبادئ العلوم الفقهية والحديثية والصوفية والقرآنية التي يزخر بها مجتمعه الواسع عن جملة من شيوخ عصره. رحل في شبابه إلى أرض الحرمين، وأخذ بهما عن جماعة من العارفين والفقهاء، واجتمع في طريق عودته بالشيخ علي بن عبد الله الطواشي وتعرف عليه.

## توطنه ببادية يبحر
كان كثير من السلف يميلون إلى حياة البادية وكان محمد مولى الدويلة كذلك، فاختار المحل المسمى بـ"يَبحُر"، وهو قريب من قبر نبي الله هود، وبنى دارًا واستوطن، وبنى حوله كثير من جماعته بيوتًا حتى صارت قرية عامرة، وبعد مدة من الزمن بنيت قريبًا من قريته قرية أخرى، فقيل للأولى «يَبحُر الدَّوِيلة»، ومعنى «الدَّوِيلة» في كلام أهل حضرموت «العتيقة» أو «القديمة»، وأطلق عليه بعد ذلك «مَولى الدَّوِيلة» أي صاحب القرية القديمة.

## من كلامه
يقول محمد مولى الدويلة: «أعرف من نفسي ثلاث خصال، الأولى: أني لا أكره الموت، فإن من كره الموت كره لقاء الله. الثانية: أني لا أخاف الفقر، لأني أعرف أن ما عند الله أقرب مما في يدي. الثالثة: لا أكره أن أُضَيِّف وإن لم يكن عندي شيء». ورُوي أنه أراد أن يؤم الناس في مسجد باعلوي المعروف بتريم فمنعوه، وقالوا بأنه بدوي لا يصلح للإمامة، فلما صلوا جلس ليتكلم بعد الصلاة على سورة من القرآن، فتكلم بكلام عظيم، فعلموا أن هذا من العلم الوهبي.

## من مواقفه
أرسل سلطان اليمن آنذاك عسكرًا إلى أحمد بن يماني سلطان حضرموت ليأخذ منه بندر الشحر، وكان محمد مولى الدويلة وأحمد بن يماني بالبندر، وكان أحمد بن يماني لا يقدر على مواجهتهم فطلب منهم أن يصبروا إلى أن يصلي الجمعة ويخرج من البلدة ويتركها لهم، فأبى العسكر وقالوا لابد أن تخرج في هذه الساعة، فأشار إليه محمد مولى الدويلة بمواجهتهم، فخرج أحمد بن يماني لمحاربتهم، وعندما التقى الطرفان ولّى العسكر هاربين.

## ذريته
خلّف من بعده أربعة من الأبناء: علوي، وعلي، وعبد الله، وعبد الرحمن السقاف، وبنت اسمها علوية.

## وفاته
توفي بتريم يوم الاثنين العاشر من شهر شعبان سنة 765 هـ، ودفن بمقبرة زنبل.

### استشهادات
1. ↑  المشهور، عبد الرحمن بن محمد (1984). شمس الظهيرة (PDF). جدة، السعودية: عالم المعرفة. ج. الأول. ص. 82. مؤرشف من الأصل (PDF) في 2020-01-02.
2. ↑  الحبشي، عيدروس بن عمر (2009). عقد اليواقيت الجوهرية وسمط العين الذهبية بذكر طريق السادات العلوية. تريم، اليمن: دار العلم والدعوة. ج. الثاني. ص. 1081.
3. ↑  السقاف، عبد الرحمن بن عبيد الله (2005). إدام القوت في ذكر بلدان حضرموت. بيروت، لبنان: دار المنهاج. ص. 1013.
4. ↑  الحبشي، أحمد بن زين (1997). شرح العينية. سنغافورة: مطبعة كرجاي المحدودة. ص. 179.
5. ↑  الشلي، محمد بن أبي بكر (1982). المشرع الروي في مناقب السادة الكرام آل أبي علوي (PDF) (ط. الثانية). ج. الأول. ص. 395. مؤرشف من الأصل (PDF) في 2022-04-10.
6. ↑  خرد، محمد بن علي (2002). غرر البهاء الضوي ودرر الجمال البديع البهي (PDF). القاهرة، مصر: المكتبة الأزهرية للتراث. ص. 253. مؤرشف من الأصل (PDF) في 2021-02-28.
7. ↑  السقاف، عبد الله بن محمد (1934). تاريخ الشعراء الحضرميين. القاهرة، مصر: مطبعة حجازي. ج. الأول. ص. 71.